# Teodorada
Teodorada (o Theodorada; ... – post 702) fu moglie di Ansprando, re dei Longobardi e d'Italia nel 712.

## Biografia
È ricordata da Paolo Diacono nella sua Historia Langobardorum, che riferisce di un episodio risalente al 702. All'epoca Teodorada era già moglie di Ansprando, allora duca di Asti e tutore, insieme al duca di Brescia Rotarit, del minorenne Liutperto; la coppia aveva già alcuni figli: Sigiprando, Aurona e Liutprando. Nel 702 suo marito venne sconfitto in battaglia da Ariperto II, pretendente al trono in contrapposizione a Liutperto, e costretto alla fuga. La vendetta di Ariperto si abbatté così su Teodorada e sui suoi figli Sigiprando e Aurona, che furono tutti mutilati; Teodorada fu privata del naso e delle orecchie, così come Aurona, mentre a Sigisprando furono cavati gli occhi. Paolo Diacono precisa che tale accanimento sulla duchessa fu motivato dal fatto che, poiché Teodorada
(Paolo Diacono, Historia Langobardorum, VI, 22)
Dalla vendetta di Ariperto scampò soltanto il giovanissimo Liutprando. Tali forme di accanimento contro le donne non erano comuni nella monarchia longobarda, né in quella visigota: la mutilazione inflitta a Teodorada corrisponde alla pratica in uso alla corte bizantina di Costantinopoli di privare i pretendenti al trono dell'integrità fisica, indispensabile per regnare. Sette anni prima, per esempio, l'Imperatore Giustiniano II era stato deposto e gli era stato mozzato il naso. Ciò potrebbe significare che Ariperto la considerava pericolosa come un uomo, a riprova della autorevolezza delle regine longobarde. Non è noto se Teodorada fosse ancora in vita quando, nel 712, Ansprando sarebbe divenuto effettivamente re dei Longobardi.